# Aspergillus spinulosus
Aspergillus spinulosus är en svampart som beskrevs av Warcup 1965. Aspergillus spinulosus ingår i släktet Aspergillus och familjen Trichocomaceae.   Inga underarter finns listade i Catalogue of Life.